# Gekerbter Hahnenfuß
Der Gekerbte Hahnenfuß (Ranunculus crenatus) ist eine Pflanzenart aus der Gattung Hahnenfuß (Ranunculus).

## Merkmale
Der Gekerbte Hahnenfuß ist eine ausdauernde, krautige Pflanze, die  Wuchshöhen von 4 bis 10, selten bis 20 Zentimeter erreicht. Die Pflanze bildet ein kurzes, walzliches Rhizom. Die grundständigen Laubblätter sind gestielt und kahl. Die Grundblattspreite ist ungeteilt, kreisrund und am Rand gekerbt oder an ihrem Ende schwach dreilappig. Der Spreitengrund ist herzförmig. Der Stängel trägt nur ein bis zwei (drei) Blätter. Sie sind hochblattartig, lineal-lanzettlich, selten ist eines den Grundblättern Ähnliches vorhanden.
Die Blütezeit reicht von Juni bis Juli. Die Blüten sind aufrecht und haben einen Durchmesser von 20 bis 25 Millimeter. Die Kelchblätter sind anliegend, schmal eiförmig und kürzer als die Blütenblätter. Die Blütenblätter sind weiß, breit eiförmig und am Grunde plötzlich in einen längeren spitzen Nagel verschmälert. Sie sind vorn schwach wellig, gezähnelt oder meist ganzrandig, sehr selten ausgerandet. Die Früchtchen sind kahl, oval und plötzlich in den langen, fast geraden, an der Spitze hakig gebogenen Schnabel übergehend.
Die Chromosomenzahl beträgt 2n = 16.

## Vorkommen
Die Art kommt in den östlichen Zentral-Alpen sowie den Gebirgen Bosniens, Serbiens, Mazedoniens, Albaniens, Bulgariens und Rumäniens vor. Sie ist säureliebend und wächst auf feuchten Rasen, in alpinen Felsmatten und am Rand des schmelzende Schnees in Höhenlagen von 1750 bis 2400 Meter. Sie kommt in der Steiermark vor in den Rottenmanner Tauern und den Schladminger Tauern. In Deutschland und in der Schweiz fehlt die Art.
Der Gekerbte Hahnenfuß ist Charakter- und namengebende Art des pflanzensoziologischen Verbandes Ranunculion crenati, der die südost-dinarische Schneebodenvegetation auf Silikat umfasst.

## Nutzung
Der Gekerbte Hahnenfuß wird selten als Zierpflanze für Steingärten genutzt.